# Muhammad Labadi

Front démocratique pour la libération de la Palestine.

Muhammad Labadi, électricien habitant El-Bireh, est un membre du Front démocratique pour la libération de la Palestine et l'un des fondateurs à Jérusalem du Commandement national unifié de l'intensification du soulèvement dans les Territoires occupés, qui avait pour but de diriger et structurer la première Intifada. Il fut la personne qui a trouvé l'imprimeur, Abd al-Rahim al-Baghdadi, pour prendre en charge l'impression des communiqués du Commandement. Au 10 janvier 1988, il avait 33 ans selon l'acte d'accusation israélien.